# 来自伊苏的冒险者
《来自伊苏的冒险者》（又译作，后续版本正式称游戏“伊苏III”）是日本Falcom出品的动作角色扮演游戏，1989年在日本PC-8801个人电脑首发。該游戏是伊苏系列的第三部游戏，情节设定与前两作两年多后。游戏和前两作的系统有很大不同，改为横向卷轴模式。在游戏发售前，部分伊苏团队成员离开日本Falcom公司，自己开设了新公司Quintet。
游戏之后重制或移植到大量平台，包括2005年在Windows推出的3D重制版《伊蘇 -菲爾迦納的誓約-》。

## 玩法
《伊苏III》和系列前两作同为动作角色扮演游戏，但系统差别很大。在前两作中，城镇、迷宫和世界地图都采用俯视画地图；本作的城镇和迷宫采用横向卷轴画面，同时玩家切换迷宫时，只需在世界地图上选择即可到达。在完成前一个任务并触发特定对话后，新场景就会在世界地图上开放。
在前两作中，主人公和敌人接触就会自动攻击，本作中玩家需要手動挥剑攻击敌人。同时玩家需要借助跳跃和下蹲攻击敌人或通过场景。玩家可以装备武器、防具以及戒指等饰品。装备不同的戒指会获得不同的能力，如提升攻击力等；但戒指发挥效果时要消耗戒指能量，戒指能量消耗完后将不再有效，玩家需要到城镇商店中补充。

## 登場人物
※以最新版《菲爾佳娜之誓》為準。
- 亞特鲁·克里斯汀（Adol Christin）

以紅髮為其特徵的少年勇者，伊蘇本篇系列的主角。
本作跟隨夥伴多奇到達菲爾佳娜，探訪是否有占卜師所言的異象。後為了村民的危機而展開戰鬥。
- 多奇（Dogi，聲優：玄田哲彰）

亞特魯最好的朋友，菲爾佳娜出身。
身形高壯，留藍色的短髮，為人善良、忠誠，人稱「破牆多奇」。
聽聞占卜師的預言，在憂心之下回到了多年未歸的故鄉菲爾佳娜。
- 切斯特·斯多達特（Chester Stoddart，聲優：伊藤健太郎）

多奇的童年好友。
和妹妹愛蕾娜自幼父母雙亡，在雷德蒙特後被鎮長收養。
然而一年前突然從鎮上消失，連妹妹也無法得知他的消息。
- 艾蕾娜·斯多達特（Elena Stoddart，聲優：野中藍）

伊蘇III的女主角。
切斯特的妹妹，多奇的童年好友。
從小即由切斯特撫養長大。然而一年前哥哥突然消失在鎮上，音信全無。
- 埃德加（聲優：德山靖彥）

雷德蒙特鎮的鎮長。
管理著小鎮主要的採礦業，是個深受居民信賴的長者。曾經將身為孤兒的切斯特和艾蕾娜收養。
- 麥克蓋亞領主（聲優：大友龍三郎）

羅門出身的貴族，菲爾佳娜地區的領主。
不但勞民傷財地建造了雄壯的巴雷斯坦城，而且施行苛刻的重稅和勞役，使得鎮上的居民對他怨聲載道。
- 貝魯哈特

多奇和切斯特的老師，一人獨居在雪山之中。
過去是一名擁有輝煌戰績的戰士，被稱為英雄的人物。
- 修女娜露（Sister Nell，聲優：久川綾）

在教堂工作的修女，是一位慈祥、和藹的女性。
真實身分是受到尼可拉斯主教擺布的神秘魔道士杜蘭。在故事中多次妨礙亞特魯。
- 尼可拉斯主教（Bishop Nicolas，聲優：島田敏）

菲爾加娜地區的主教。
實際上是造成菲爾佳娜異變的元兇「加蘭德」。原本是位虔誠的星刻教徒，但是在與埃魯邦茲遺蹟的「邪惡之力」邂逅之後，整個人都陷入瘋狂，並將身心奉獻出去，成為恐怖的惡魔。
- 加爾巴蘭

古代人類為了戰爭所製造的一部分有智慧的龍神兵之一。
900年前，翼之使者傑諾斯使盡全力將其力量封印於4座雕像中。後來尼可拉斯主教用計使其再度復活，亞特魯到最後仍無法將它完全打敗，是切斯特犧牲自己，啟動傑諾斯島的自爆裝置才將其消滅。
- 傑諾斯

900年前犧牲自己封印加爾巴蘭，被後世稱為英雄。
切斯特與艾蕾娜是他的後裔。
劇情中並未說明他是否為有翼人，只提到為翼之使者。

## 情节
游戏设定于伊苏前两作两年多后，主人公依然为前两作中，热爱冒险的红发少年剑士亚特鲁·克里斯汀。亚特鲁和好友多奇在世界各地探索时，听到了多奇家乡——菲尔盖纳小镇雷特蒙德——的不祥传言，亚特鲁便决定陪同多奇回家乡探寻究竟。亚特鲁在雷特蒙德得知采石场被怪物占领，村长被困其中后，便答应前去营救。在击败怪物获得一尊雕像后，亚特鲁看到一名穿军服的男子在逼问村长，男子在警告亚特鲁不要多管闲事后离去。
将村长救回村子后，多吉将少女艾蕾娜介绍给亚特鲁。少女称她在遗迹发现哥哥切斯特的踪迹，拜托亚特鲁前去寻找。亚特鲁发现之前穿军服的男子就是切斯特，他在和公爵一起行动。亚特鲁偷听二人对话时被发现，并被扔到遗迹下的岩浆区。然而亚特鲁杀掉火龙从中逃出，并又击败怪兽获得一尊雕像。亚特鲁返回时，守在出口的切斯塔打算杀死他。但被赶来的艾蕾娜阻止。亚特鲁接着从村长处得知，菲尔盖纳统治者麦克奎尔城主可能想利用雕像复活恶魔加尔巴兰，因此他请亚特鲁保护好雕像。而亚特鲁在寻找第三尊雕像时，于一块魔法石板中得知，过去勇者杰诺斯曾和魔王加尔巴兰战斗，并将其封印。
回到村中，亚特鲁看到村长拒绝了麦克奎尔城主交出雕像的劝诱。城主离去后，村长告诉亚特鲁最后一个雕像在雪山上，并拜托亚特鲁将信韶给他山上的朋友——同时也是多奇的师傅。在雪山洞窟中获得第四个雕像后，切斯特出现，并要求亚特鲁交出雕像。这时山洞崩塌将二人困在其中，切斯特说出了实情。他的村子被城主毁灭，全村人只有他和妹妹幸存，他选择加入国王亲卫队，等待时机复仇。他还确认了国王用雕像控制魔王侵略他国的计划。很快，多奇将二人救出。亚特鲁再次回村时，发现村民被城主抓去作了人质。亚特鲁潜入城堡，并击败了城主的心腹——妄图复活魔王将世界引入黑暗的邪恶法师加兰德。城主明白自己受到利用，便告知亚特鲁，现在唯一的办法是将前往加尔巴兰岛，用四尊雕像重新封印恶魔。此时，复活的魔王将艾蕾娜抓走，当作获得四尊雕像的筹码。
亚特鲁来到加尔巴兰岛，发现切斯特也跟了过来。在亚特鲁击败加尔巴兰后，艾蕾娜获救，但切斯特却不见了。艾蕾娜说切斯特为阻止魔王复活，要让岛屿沉入大海。亚特鲁想去营救却被艾蕾娜阻止。艾蕾娜说，切斯特是唯一有能力封印魔王的人，这也是他的命运。由于时间紧急，亚特鲁带着艾蕾娜逃出了岛屿。第二日，亚特鲁和多奇趁清晨离开了雷特蒙德，在和获悉消息赶来的艾蕾娜告别后，踏上了新的旅途。

## 开发
本作是桥本昌哉、宫崎友好等人开发的最后一部伊苏游戏，二人在游戏发售前离开Falcom，创立了Quintet公司。

### 版本
游戏于1989年在PC-8801个人电脑发行，在一年内重制PC-9801、MSX2和X68000个人电脑平台。其中X68000版是之中最完善的版本，后续大多数版本都以X68000为基准移植。
1991年Hudson Soft推出的PC Engine版忠实移植了原版，因CD媒介容量较大，启用了演员配音；该版本后来在西方发售。游戏X68000版同年还移植到超级任天堂（Tonkin House制作）、红白机（Victor制作）和Mega CD（日本通讯网络制作）平台，这些版本都取消了难度设定。
Taito在2005年3月推出了PlayStation 2移植版。Falcom在3个月后推出了本社在Windows平台3D重制的《伊蘇 -菲爾迦納的誓約-》，游戏于同年移植到日本手机，2010年在日本和西方PlayStation Portable平台再版，2013年再度于Windows再版。

## 评价
《娛樂周刊》給這款遊戲打了C+分，並寫道：“Ys（讀作‘輕鬆’，而不是‘明智’）是成年人很難習慣的經典角色扮演遊戲之一：那種你被歡呼的遊戲作為陷入困境的市民的救世主，獲得了一把劍和各種神奇的力量，並負責恢復填補空白之地的和平，此時你勇敢地冒險並被碰巧發生的第一個微不足道的蟲子殺死然而，一旦你學會瞭如何反擊，Ys 是一個足夠有趣的冒險，直到它變得有點乏味：因為你必須遵循預先安排的故事情節，所以幾乎沒有驚喜或實驗的空間，過了一段時間戰鬥（甚至與比蟲子更進化的生物）開始看起來非常重複”。
Youtuber SNES Drunk在評論《来自伊苏的冒险者》時說：“很難知道是否推薦《来自伊苏的冒险者》，它不像系列中的第一款遊戲那麼有趣，我也更喜歡超級任天堂的《伊蘇4》。我只是喜歡那些遊戲中的戰鬥系統要多得多。Ys III 更標準一點，我想這讓它有點乏味，我不認為這是一個糟糕的遊戲，但它肯定有缺陷”。